# 韋玉儀
韋玉儀，SBS，JP（Jacqueline Ann Willis，1947年2月2日—），曾為香港駐美國總經濟貿易專員（1999年2月至2006年7月31日），她在香港政府合共工作了三十八年之久。

## 簡歷
韋玉儀1969年畢業於香港大學，同年7月加入政務職系，並於1996年1月晉升為首長級甲級政務官。她曾於多個政府部門工作，包括前民政司署、前徙置事務處、前經濟科、社會福利署、前銓敍科、前社會服務科、前政務科、前行政科、前衞生福利科、前區域市政總署及前政務總署。
韋玉儀所任的重要職位包括：
- 副教育統籌司：1994年12月至1996年3月
- 勞工處處長：1996年4月至1999年1月
- 香港駐美總經貿專員：1999年2月至2006年7月